# Wilfried Lipp
Wilfried Lipp (* 1. März 1945 in Bad Ischl) ist ein österreichischer Denkmalpfleger, Kunsthistoriker, Universitätsprofessor und Autor mehrerer Publikationen zur Denkmalpflege und Kunstgeschichte.

## Leben
Wilfried Lipp wurde am 1. März 1945 in Bad Ischl (Oberösterreich) geboren. Von 1951 bis 1963 besuchte er Volks- und Mittelschule in Linz. Nach seiner Matura im Jahr 1963 studierte er Architektur und Kunstgeschichte in Graz und Salzburg (u. a. bei Hans Sedlmayr). In Salzburg war er in Folge als wissenschaftlicher Mitarbeiter am Institut für Kunstgeschichte tätig. 1970 promovierte er mit einer Dissertation über „Natur in der Zeichnung Albrecht Altdorfers“. Im gleichen Jahr erhielt Lipp eine Anstellung im Landeskonservatorat für Oberösterreich. 1986 folgte mit der Schrift „Natur – Geschichte – Denkmal. Zur Entstehung des Denkmalbewusstseins der bürgerlichen Gesellschaft“ seine Habilitation an der Universität Salzburg.
Ab 1987 war er Landeskonservator-Stellvertreter, 1992 wurde er Landeskonservator für Oberösterreich. Von 1987 bis 1993 war er als Vertreter der Kurie „Denkmalpflege“ im Vorstand des Österreichischen Kunsthistorikerverbandes. Lipp war von 2002, nach dem Tod Ernst Bachers, bis März 2018 Präsident von ICOMOS Österreich. Seit 2005 ist er als Honorarprofessor am Institut für Kunstwissenschaft und Philosophie der Katholisch-Theologischen Privatuniversität Linz tätig; weitere Lehrtätigkeiten hatte er an der Kunstuniversität Linz und der Universität Salzburg inne. Im November 2010 trat er als Landeskonservator für Oberösterreich seine Pension an.

## Werk
Die Arbeiten Lipps beschäftigen sich mit Denkmaltheorie und Denkmalforschung sowie mit dem Komplex des Welterbes. Seit den 1990er Jahren stehen Fragen nach der Relevanz von Denkmalpflege für unsere Gesellschaft und der Aktualisierung tradierter Denkmalwerte in seinem Fokus. Lipp war es, der die Denkmalpflege einlud, auf dem "Sofa Postmoderne" Platz zu nehmen und sich mit der neuen Dominanz des Bildes und dem Schauwert von Denkmalen auseinanderzusetzen. Alltägliche Denkmalinszenierungen, aber auch die Begründung und Berechtigung von Rekonstruktionen diskutiert er als Herausforderungen der Denkmalpflege, widmet sich daneben aber immer wieder auch dem widersprüchlichen Erbe des 20. Jahrhunderts. 1993 prägte er in diesem Zusammenhang den Begriff der Reparaturgesellschaft - Lipp plädiert für eine komplexe Reparatur an der Natur und am Menschen und sucht die aktuelle wie zukünftige Denkmalpflege als Bestandteil einer so verstandenen Reparaturgesellschaft zu positionieren.